# Weberei Friedrich Arnold
Die Weberei Friedrich Arnold war einst eine der größten und bedeutendsten Webereien in Greiz und Langenwetzendorf, Thüringen. Bedeutung der Firma und Person Ernst Arnolds, des ältesten Sohns des Gründers Friedrich Ernst, sind unlösbar mit der Stadt Greiz verbunden und wirken bis heute fort.

## Geschichte
Die Firma Friedrich Arnold wurde 1836 vom mittellosen Weber Christian Friedrich Arnold (1818–1879) als Faktorei gegründet. Seine Eltern stammten bereits aus Weber-Familien (seine Mutter war eine geborene Heyer, eine andere Greizer Weber-Dynastie). Durch Fleiß und Geschick konnte er bald eigene Ware verkaufen, und sein Sohn Friedrich Ernst Arnold (1841–1893) wurde ihm bald zur wichtigsten Stütze. Das Symbol der "Fleißigen Biene" wurde zum Warenzeichen der Firma (Marke "Biene"). 1872 konnte er eine Wollweberei in Tannendorf 55 mit 120 mechanischen Webstühlen errichten. Ab 1878 wurde Wilhelm Paul Arnold (1856–1928), der jüngere Sohn Friedrich Arnolds und späterer Geheimer Kommerzienrat sowie später der jüngste Sohn Ferdinand Hermann (1861–1925), Mitinhaber. Friedrich Ernst Arnold blieb kinderlos, so dass die Söhne seiner Brüder, Friedrich Paul und Hans, die Firma weiterführten. 1937 wurde die Firma in eine GmbH umgewandelt und am 31. Mai 1945 enteignet.
1879 betrug die Zahl der Webstühle bereits 500, so dass 1881 die Firma erweitert und die heutigen Gebäude errichtet wurden. Auf der Melbourne International Exhibition (1880) und 1888 war die Firma unter 260 Arnold, Friedrich, Greiz. Pure woollen goods. vertreten. 1885 betrug die Zahl der Webstühle schon 1200 und es konnte 1886 in Langenwetzendorf eine zusätzliche Fabrik errichtet werden. 1892 waren allein in Greiz 470 Angestellte beschäftigt, 1923 in Langenwetzendorf 464 Angestellte. 1925 betrug die Jahresproduktion 2.252.000 m² Stoff und blieb in etwa auf diesem Niveau, steigerte sich aber in den 30er Jahren nochmals um ca. 30 %.
Das Werk in Langenwetzendorf wurde am 1. Juni 1945 unter Treuhand-Verwaltung gestellt, die bis zum 30. Juni 1947 andauerte, bis zum 30. Juni 1948 firmierte das Werk unter "Woll- und Seidenweberei "Biene" als LEB, ab dem 1. Juli 1948 als VEB Wollweberei "Biene" um ab 1. Januar 1952 in den neugegründeten VEB Greika überführt und als „Werk II“ bezeichnet zu werden, später 1970 ging der Betrieb im VEB Greika als Werk I/2, seit 1977 als Werk VII auf.
Das Werk in der Plauenschen Str. 2 in Greiz bekam eine andere Bestimmung. Zuerst in Treuhandverwaltung, wurde es am 1. Februar 1946 unter Sequester gestellt und am 1. Juli 1947 in Wollen- und Seidenweberei "Biene", am 1. Juli 1948 in VEB Wollweberei "Biene" und am 1. Januar 1952 in VEB Greika umbenannt. In dieser Zeit erfolgten die Vorbereitungen zur Nutzung als Berufsschule, die Villa (Plauensche Str. 2a) wurde zum Lehrlingswohnheim. Am 1. Januar 1953 hieß die Firma Lehrkombinat VEB Textilia, Werk IV. Ab 1955 kamen Lehrlinge aus Neumark, Netzschkau und Reichenbach/Vogtl. zur Ausbildung, ab 1956 auch aus Berga und Langenwetzendorf. Die Lehrwerkstätten in den genannten Orten wurden aufgelöst. Am 1. Januar 1957 erfolgte die Umwandlung des Lehrkombinates in die BBS Junge Garde mit den Abteilungen Berufsschule, Lehrwerkstatt, Außenstelle Textilveredlung und Lehrlingswohnheim (bis 202 Plätze), außerunterrichtliche Arbeit sowie Wirtschaft und Verwaltung. Seit 1990 wird die BS Junge Garde als Staatliche Berufsbildende Schule II weitergeführt.
Ernst Arnold engagierte sich auch sehr stark sozial: Er ermöglichte durch eine Stiftung Lehrlingen eine Förderung, eine Kinderkrippe (1910, Greiz, Marienstraße 10) und einen Knabenhort (1896, Greiz, Neuer Weg 5), später kamen noch ein Kinderkrankenhaus und ein Kinderheim dazu. Sein Testament verfügte eine Stiftung von 1.000.000 Reichsmark (nach heutigem Geld einige Millionen Euro) für ein Seniorenheim für 100 Senioren, seit DDR-Zeiten als "Seghersheim" bekannt, benannt nach Anna Seghers), heute in den Medien oft wieder inoffiziell Ernst-und-Lina-Arnold-Stift genannt. Es wurde 1898–1901 in Greiz, Leonhardtstraße 58 errichtet. In Langenwetzendorf stiftete er die Schule, die seinen Namen trug und heute noch existiert.
Weiterhin wurden ihm zu Ehren Topfmarkt/Neumarkt im Zentrum von Greiz am 30. November 1904 in Ernst-Arnold-Platz (seit 1948 Puschkinplatz) und die Elsterberger Straße vor seiner Firma in Greiz am 15. Mai 1914 (seit 20. Juli 1950 Plauensche Str.) posthum nach ihm benannt.

## Firmen- und Wohngebäude
Die repräsentative Greizer Fabrik finden wir in der Plaunschen Str. 2a (zur Firmengründung noch Tannendorf 51). Sie umfasste Verwaltungsgebäude, Webhalle, Maschinen- und Heizhaus, Garagen etc. Sie wurde gemeinsam mit der Villa Ernst Arnolds 1881 (Plauensche Str. 2, vorher Tannendorf 52) errichtet. Das Ensemble steht unter Denkmalschutz.
Das Villa Paul Arnolds finden wir in Greiz in der Carolinenstraße 32. Sie wurde 1883 erbaut und steht ohne Nutzung leer.
Das Sommerhaus Paul Arnolds befindet sich in der Leonhardtstraße 64 ganz in der Nähe des Stifts (Nr. 58) aus der Stiftung seiner Eltern ist erhalten und in privater Nutzung. Beide Villen stehen unter Denkmalschutz.
Die Villa Ferdinand Hermann finden wir an exponierter Stelle auf dem Papiermühlenweg 11. Sie wird u. a. als Anwaltskanzlei genutzt. Die Villa steht unter Denkmalschutz.

## Gegenwart
Das Haupt-Firmengebäude in Greiz wurde nach Abriss der Webhalle und der Nebengebäude sowie des schon früher erfolgten Abrisses des Heiz- und Maschinenhauses samt Schornstein restauriert, umgebaut und dient nach wie vor als Staatliche Berufsbildende Schule II und trägt seit 2013 den Namen "Ernst Arnold".
Das noch vorhandene Firmengebäude in Langenwetzendorf samt Firmengelände wurde nach etlichen Zwischennutzungen und nach Abriss des Heiz- und Maschinenhauses, des zugehörigen Schornsteins sowie des Großteils der Webhalle ebenfalls renoviert und wird heute von der Feutron Klimasimulation GmbH genutzt.